# Lance A. Durden
Lance Anthony Durden (geboren am 26. September 1955 in Sale, Vereinigtes Königreich) ist ein US-amerikanischer Zoologe, Parasitologe und Hochschullehrer britischer Herkunft. Sein Fachgebiet sind hämatophage Gliederfüßer der Wirbeltiere wie Zecken, Tierläuse und Flöhe und die von ihnen übertragenen zoonotischen Emerging Infectious Diseases. Durden war von 1992 bis 2003 einer der Kuratoren der United States National Tick Collection an der Georgia Southern University und ist seither Tenure-Track-Professor am Department of Biology der Georgia Southern University.

## Leben
Lance A. Durden stammt aus Manchester im Nordwesten von England und studierte am Royal Holloway College der University of London. Dort graduierte er 1977 zum B.Sc. in Zoologie. 1981 erhielt er, wiederum von der University of London, seinen Ph.D. Seine Dissertation behandelte die Ektoparasiten der Streifen-Backenhörnchen im Davidson County im US-Bundesstaat Tennessee. 1982 wurde Durden Bürger der Vereinigten Staaten.
Während des folgenden Jahrzehnts forschte Durden an einer Reihe von Einrichtungen im Bereich der Parasitologie und der Biomedizin:
- Department of Cell Biology, Vanderbilt University, Nashville, Tennessee (1982–1987)
- Department of Entomology, Auburn University, Auburn, Alabama (1989–1990)
- Departments of Arboviral Entomology and Epidemiology, United States Army Medical Research Institute of Infectious Diseases, Fort Detrick, Frederick, Maryland (1990–1992).[1]

1992 wurde Durden einer der Kuratoren der United States National Tick Collection an der Georgia Southern University in Statesboro, Georgia, der weltweit mit Abstand größten Sammlung von Zecken. Dort war er bis 2003 tätig und wechselte dann auf eine Tenure-Track-Position am Department of Biology des College of Science and Mathematics der Georgia Southern University.
In der Fachwelt gilt Durden als einer der führenden Experten für die Biologie, Parasit-Wirt-Beziehungen, faunistische Beziehungen, Biogeographie, Ökologie der Vektoren und Systematik der Parasiten von Wirbeltieren, insbesondere von Säugetieren. Den Schwerpunkt bilden Studien über hämatophage Gliederfüßer wie Zecken, Tierläuse und Flöhe, sowie zoonotische Emerging Infectious Diseases wie die Lyme-Borreliose, die Humane Granulozytäre Anaplasmose und die Humane monozytäre Ehrlichiose. Zudem beschäftigt er sich mit der Zoogeographie und der Tropenbiologie und führt mit seinen Mitarbeitern faunistische Untersuchungen der Lepidoptera durch.
Bis 2004 hatte Durden als Autor, Koautor oder Herausgeber vier Bücher, 13 Buchkapitel und mehr als 150 Artikel in wissenschaftlichen Fachzeitschriften mit Peer-Review veröffentlicht. Zu den 34 von ihm bis dahin erstbeschriebenen Arten gehört ein Bakterium, jeweils 13 Tierläuse und Flöhe, vier Zecken, zwei Milben und ein Säugetier, die Sommer-Spitzmausratte. Hinzu kommen drei Gattungen von Tierläusen, Flöhen und die Gattung Sommeromys der Sommer-Spitzmausratte.
Mit der Erstbeschreibung von Campanulotes durdeni Price, Clayton & Adams, 2000, einer an Spitzschopftauben (Ocyphaps lophotes) parasitierenden australischen Kieferlaus, wurde Durden für seine Beiträge zur Systematik der Tierläuse und anderer Ektoparasiten geehrt.

## Erstbeschreibungen (Auswahl)
- Tribus Exilisciurini Musser, Durden, Holden & Light, 2010 (Mammalia; Sciuridae)[4]
- Amblyomma geochelone Durden, Keirans & Smith, 2002[5]
- Haemodipsis brachylagi Durden & Rausch, 2007 (Phthiraptera; Polyplacidae)[6]
- Hoplopleura sommeri Musser & Durden, 2002 (Anoplura; Hoplopleuridae)[7]
- Linognathoides urocitelli Durden, Robinson, Cook, McLean, Batsaikhan & Greiman, 2019 (Phthiraptera; Polyplacidae)[8]
- Neohaematopinus sundasciuri Durden, 1991 (Phthiraptera; Polyplacidae)[9]
- Pedicinus gabonensis Durden, Kessler & Greiman, 2020 (Phthiraptera; Pedicinidae)[10]
- Polyplax beaucournui Musser & Durden, 2014 (Phthiraptera; Polyplacidae)[11]
- Sommeromys Musser & Durden, 2002 (Mammalia; Sciuridae)[7]
- Sommeromys macrorhinos Musser & Durden, 2002 (Mammalia; Sciuridae)[7]

## Veröffentlichungen (Auswahl)
- Lance A. Durden: Ectoparasites and arthropod associates of the Eastern Chipmunk, "Tamias striatus" (L.) in Davidson County, Tennessee, U.S.A. London 1981 (Ph.D. thesis, University of London).
- Lance A. Durden, Guy G. Musser: The sucking lice (Insecta, Anoplura) of the world: a taxonomic checklist with records of mammalian hosts and geographic distributions. In: Bulletin of the American Museum of Natural History. Band 218, 1994, S. 1–90 (amnh.org).
- Lance A. Durden, James E. Keirans: Host–Parasite Coextinction and the Plight of Tick Conservation. In: American Entomologist. Band 42, Nr. 2, 1996, S. 87–91, doi:10.1093/ae/42.2.87.
- Guy G. Musser, Lance A. Durden: Sulawesi rodents (Muridae, Murinae): description of a new genus and species and its parasitic new species of sucking louse (Insecta, Anoplura). In: American Museum Novitates. Band 3368, 2002, S. 1–50, doi:10.1206/0003-0082(2002)368<0001:SRDOAN>2.0.CO;2.
- Guy G. Musser, Lance A. Durden, Mary Ellen Holden, Jessica E. Light: Systematic review of endemic Sulawesi squirrels (Rodentia, Sciuridae), with descriptions of new species of associated sucking lice (Insecta, Anoplura), and phylogenetic and zoogeographic assessments of sciurid lice. In: Bulletin of the American Museum of Natural History. Band 339, 2010, S. 1–260, doi:10.1206/695.1.
- Guy G. Musser, Lance A. Durden: Morphological and geographic definitions of the Sulawesian shrew rats Echiothrix leucura and E. centrosa (Muridae, Murinae), and description of a new species of sucking louse (Phthiraptera: Anoplura). In: Bulletin of the American Museum of Natural History. Band 391, 2014, S. 1–87, doi:10.1206/871.1.
- Gary R. Mullen, Lance A. Durden (Hrsg.): Medical and Veterinary Entomology. Third edition. Academic Press, London u. a. 2019, ISBN 978-0-12-814043-7.